# Équipe du Portugal de Coupe Davis
L'équipe du Portugal de Coupe Davis représente le Portugal à la Coupe Davis. Elle est placée sous l'égide de la Fédération portugaise de tennis.

## Historique
Créée en 1925, l'équipe du Portugal de Coupe Davis a réalisé sa meilleure performance de la compétition en jouant les barrage du groupe mondial en 1994. Elle évolue régulièrement dans le groupe II de la zone Europe-Afrique.

## Joueurs de l'équipe
Les chiffres indiquent le nombre de matchs joués
- João Sousa
- Gastão Elias
- Pedro Sousa
- João Domingues
- Frederico Ferreira Silva
- Vincent Da Nazaré